# Mont-Saint-Sulpice
Mont-Saint-Sulpice este o comună în departamentul Yonne, Franța. În 2009 avea o populație de 773 de locuitori.

## Evoluția populației
| An        | 1975 | 1982 | 1990 | 1999 | 2006 | 2009 |
| --------- | ---- | ---- | ---- | ---- | ---- | ---- |
| Populație | 598  | 709  | 768  | 807  | 781  | 773  |